# Alberto Villamizar
Alberto Villamizar Cárdenas (Cúcuta, 26 de octubre de 1944-Bogotá, 27 de julio de 2007) fue un político y diplomático colombiano. Se desempeñó como representante a la Cámara, embajador de Colombia en Indonesia durante el gobierno de Virgilio Barco y primer Zar antisecuestro del país.

## Carrera política
Estuvo al lado de Luis Carlos Galán en los años 80 cuando se fundó el Nuevo Liberalismo.
Durante su gestión como Zar antisecuestro logró que se desmantelaran numerosas bandas dedicadas al secuestro y la extorsión lo que significó una reducción del 30 por ciento de los delitos de este tipo en Colombia.
Fue además el autor y ponente del Estatuto Nacional de Estupefacientes y de la Elección Popular de Alcaldes. 
Alberto Villamizar le solicitó al sacerdote Rafael García Herreros que intentara convencer a Pablo Escobar de que se entregara a la justicia y que pusiera en libertad a su esposa Maruja Pachón, además él le pidió al presidente César Gaviria que no extraditara a Escobar.
Su experiencia en el tema de la liberación de los secuestrados le sirvió para que durante el gobierno de Ernesto Samper fuera nombrado como el primer Zar Antisecuestro del país. También fue el gestor del nombre de los denominados grupos Gaula.
En noviembre de 1986 sufrió un atentado contra su vida del cual salió ileso gracias a su chofer.
Fue embajador de Colombia en  Indonesia, Holanda y Cuba.

## Muerte
Falleció en Bogotá a la edad de 62 años el 27 de julio de 2007 a consecuencia de un problema pulmonar.